# دریای کاموتس

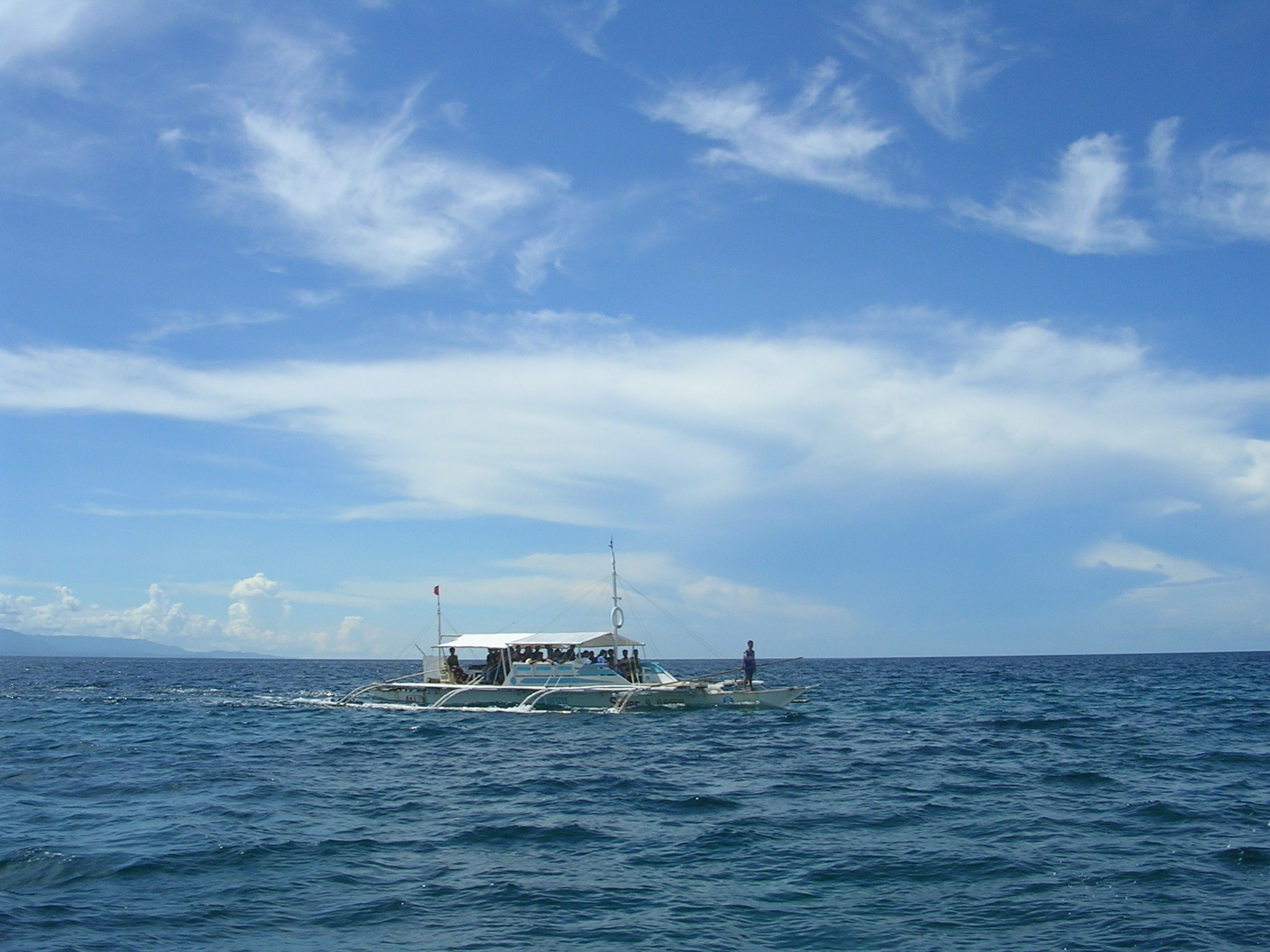
An outrigger on the sea near Olango Island Group

دریای کاموتس (به انگلیسی: Camotes Sea) دریایی است در شرق جزیره ویسایان در مرکز مجمع‌الجزایر فیلیپین که در شرق بخش شمالی جزیره سبو، شمال بوهول، غرب جزیره لیته و جنوب جزیره کاموتس واقع شده‌است. این دریا در دوران جنگ جهانی دوم و نبرد لیته در ۱۹۴۴ شاهد درگیری‌های دریایی و هوایی بسیاری بوده‌است.